# زوپون
زوپون (به ترکی آذربایجانی: Zopun) یک منطقه مسکونی در جمهوری آذربایجان است که در شهرستان جلیل‌آباد واقع شده است. زوپون ۱۰۳۹ نفر جمعیت دارد.